# Uli Richter
Uli Richter (* 28. Dezember 1926 in Potsdam; † 8. Juli 2021 in Berlin) war ein deutscher Modeschöpfer.

## Leben
Richter kam 1926 in Potsdam zur Welt, wo sein Vater eine Drogerie besaß. Er erlangte die mittlere Reife und begann eine Lehre in einer Foto-Drogerie, um später den Familienbetrieb zu übernehmen. Im Zuge des Zweiten Weltkriegs wurde er jedoch kurz darauf als 16-Jähriger zum Reichsarbeitsdienst einzogen, diente danach an der Westfront und war bis 1945 in amerikanischer Kriegsgefangenschaft. Aufgrund einer geschädigten Lunge konnte er seine Lehre nicht fortsetzen. Stattdessen absolvierte er von 1946 bis 1948 eine Ausbildung zum Diplom-Textilkaufmann an der Fachschule für Textilindustrie und Mode der Stadt Berlin. Anschließend begann er ein Buchhalter-Volontariat im Berliner Modehaus Horn. Beeinflusst durch seine dortigen Erfahrungen beschloss Richter, Modedesigner zu werden. Bereits sein erstes Modellkleid „Marcelle“, ein Sommerkleid aus dunkelblauem Woll-Georgette mit abgestepptem Plisséerock (1949), verkaufte sich gut. 1952 wechselte Richter zum Konkurrenten S & E Modelle (ehemals Schröder & Wegeringhausen), wo er als Chefstilist und Geschäftsführer tätig war. Seinen internationalen Durchbruch als Modedesigner hatte er 1957, als er für sein perlenbesticktes Abendkleid mit Samtmantel den 1. Preis beim International Cotton Festival in Venedig gewann. Das Unternehmen wurde nun in S & E Modelle Uli Richter umfirmiert.
1959 machte Richter sich selbständig und gründete zusammen mit Dorothea Köhlich, welche bereits mit ihm von Horn zu S & E Modelle gekommen war, die Uli Richter Modelle GmbH. Im Jahr darauf zog das Unternehmen an den Kurfürstendamm 182/183 um. Es war 1962 das erste in Deutschland, das eine Prêt-à-porter-Kollektion („uli richter special“) anbot. Hergestellt wurde die Kollektion industriell im Ausland. Richter entwarf eine Mode, die für möglichst viele Frauen tragbar sein sollte. Sie war relativ schlicht und gekennzeichnet durch klare Schnitte, harmonische Farbzusammenstellungen und ungewöhnliche Materialkombinationen. Richter gehörte zu den neuen Designern, die den „Berliner Chic“ prägten, wobei er selbst seine Mode als international, nicht als auf eine Stadt bezogen, bezeichnete.
Zu Richters Kundenkreis gehörte eine Reihe von Persönlichkeiten des öffentlichen Lebens. 1965 entwarf er den Brautstaat für Marie Cécile von Preußen (* 1942), Tochter von Louis Ferdinand von Preußen. Von 1970 bis 1974 trug Rut Brandt Richters Modelle bei Staatsbesuchen. Weitere bekannte Kundinnen von ihm waren unter anderem Gracia Patricia von Monaco, Hildegard Knef, Lilli Palmer und Aenne Burda. Bei der Expo ’70 übernahm Richter die Ausstattung der japanischen Hostessen für den deutschen Pavillon. Von 1973 und 1976 entwarf er eine Kollektion für die deutsche Lufthansa. Auch auf dem amerikanischen Markt konnte er Fuß fassen und belieferte unter anderem das Modekaufhaus I. Magnin. Ab 1971 bot Richter zur Kleidung passende Taschen und Koffer an und 1973/1974 führte er eine Herrenkollektion ein. 1973 eröffnete er ein weiteres Modehaus in der Brienner Straße in München. Zu Hochzeiten beschäftigte Richters Unternehmen 279 Angestellte und produzierte sechs Kollektionen im Jahr. 1978 firmierte es um in „Uli Richter Couture – Modellkonfektion“ und die Prêt-à-porter-Kollektion erhielt den Namen „Uli Richter Modell“. Ende 1982 wurde das Unternehmen aufgelöst.

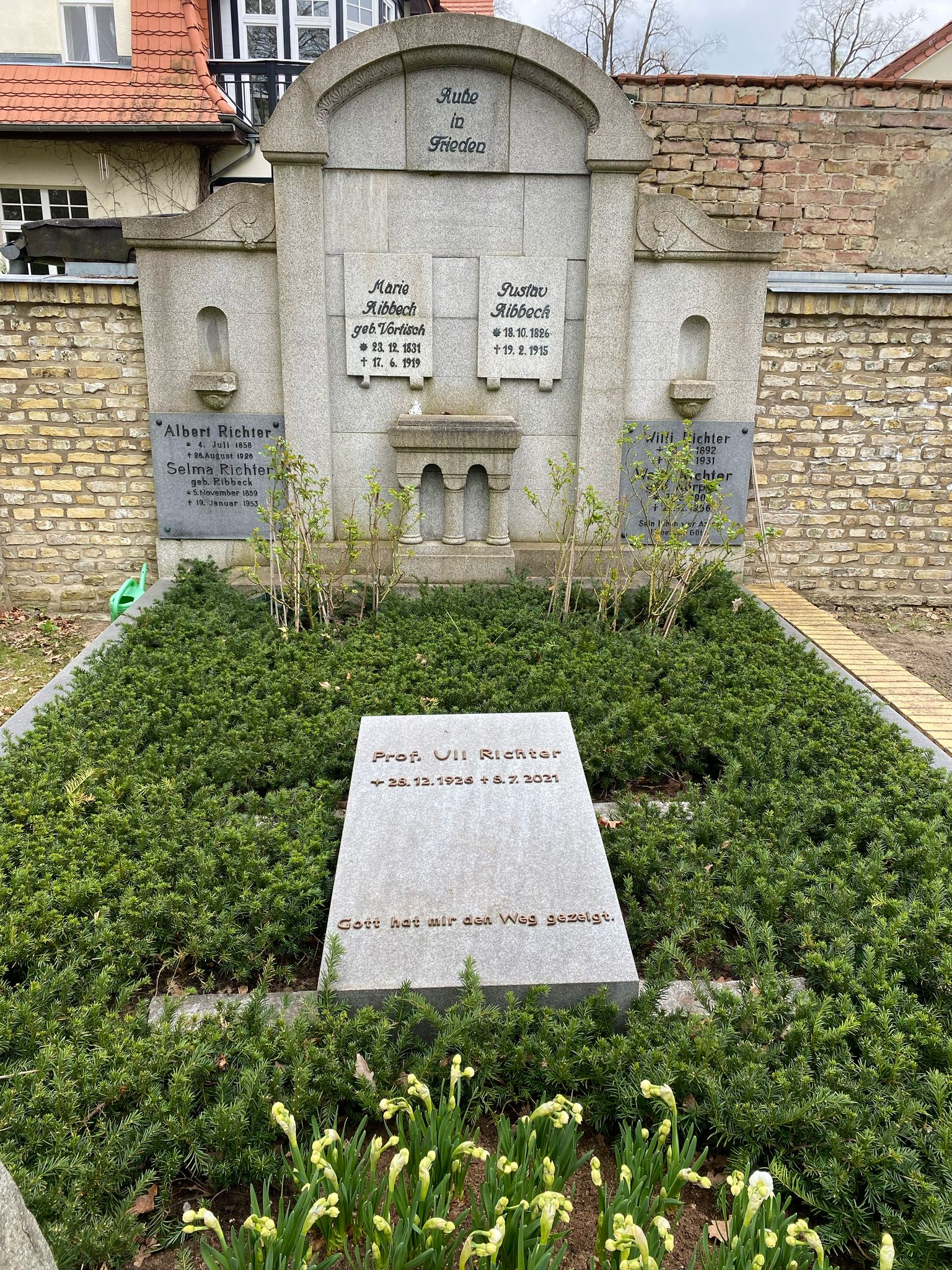
Grabstätte

Richter lehrte 1971 als Gastdozent an der Münchner Meisterschule für Mode. 1986 berief ihn Ulrich Roloff-Momin auf den Lehrstuhl für Experimentelle Gestaltfindung im Bekleidungsdesign an der Hochschule der Künste in Berlin, den Richter bis 1994 innehatte. Daneben stellte Richter eine Best-Of-Kollektion „Interseason“ zusammen, die er von 1986 bis 1989 in Deutschland und der Schweiz präsentierte. Im Anschluss unterhielt er bis 1998 einen Modesalon in seinem Privathaus in Berlin.
2005 erwarben die Staatlichen Museen zu Berlin die Sammlung von Uli Richter, zu der 661 Modellkleider, Mäntel, Kostüme und Accessoires aus dem Zeitraum 1949 bis 1989 sowie 3.000 Fotografien und 11.000 Zeichnungen gehören. 2007/2008 und 2016/2017 zeigte das Kunstgewerbemuseum Berlin in Sonderausstellungen anlässlich des 80. bzw. 90. Geburtstages von Richter Höhepunkte seines Schaffens.
Uli Richter starb am 8. Juli 2021 in Berlin. Beigesetzt wurde er in der Familiengrabstätte auf dem Friedhof Goethestraße in Potsdam-Babelsberg.

## Ausstellungen
- 2007: Uli Richter – Eine Berliner Modegeschichte, Kunstgewerbemuseum Berlin, Berlin.[9]
- 2016: Uli Richter Revisited – Modedenker, Lehrer, Inspiration, Kunstgewerbemuseum Berlin, Berlin.[10]